# (543735) 2014 OS394
(543735) 2014 OS394 est un objet transneptunien évoluant dans la région des objets épars avec un diamètre estimé à environ 250 km. Selon Johnston il pourrait être en résonance 1:11 avec Neptune.